# Čadská hymna
La Tchadienne je státní hymnou Čadu, vnitrozemského státu v Africe, od vyhlášení nezávislosti v roce 1960. Text v roce 1960 napsal jezuita Louis Gidrol se svými studenty v internátní škole v městě Fort-Archambault, dnešním městě Sarh. Hudbu složil jezuita Paul Villard.
Má celkem čtyři sloky, na oficiálních akcích se obvykle zpívá pouze první sloka.